# Lina Ahmed
Lina Amer Jaber Ahmed (auch Linha Ahmed, arabisch لينا أحمد, DMG Līnā Aḥmad; * 11. März 1997) ist eine ägyptische Hürdenläuferin, die sich auf den 100-Meter-Hürdenlauf spezialisiert hat.

## Sportliche Laufbahn
Erste internationale Erfahrungen sammelte Lina Ahmed 2013 bei den Jugendafrikameisterschaften in Warri, bei denen sie in 14,04 s die Goldmedaille gewann, wie auch bei den Arabischen Jugendmeisterschaften im Anschluss in Kairo, bei denen sie 13,97 s brauchte. Damit qualifizierte sie sich für die Jugendweltmeisterschaften in Donezk, bei denen sie mit 13,91 s im Halbfinale ausschied. Im Jahr darauf siegte sie bei den Arabischen Juniorenmeisterschaften in Kairo in 14,15 s und schied bei den Juniorenweltmeisterschaften in Eugene mit 14,29 s im Vorlauf aus. 2015 gewann sie bei den Juniorenafrikameisterschaften in Addis Abeba in 14,48 s die Silbermedaille im Hürdensprint und belegte mit der ägyptischen 4-mal-100-Meter-Staffel in 48,32 s den vierten Platz. 2016 siegte sie bei den U23-Mittelmeermeisterschaften in Tunis in 13,89 s und erreichte bei den Afrikameisterschaften in Durban in 13,81 s Rang sieben. Anschließend gelangte sie bei den U20-Weltmeisterschaften in Bydgoszcz bis in das Halbfinale und schied dort mit 13,68 s aus. 2017 nahm sie dank einer Wildcard an den Weltmeisterschaften in London teil und schied dort mit 13,78 s in der ersten Runde aus. 
2018 belegte sie bei den U23-Mittelmeermeisterschaften in Jesolo in 13,63 s Rang sechs und bei den Mittelmeerspielen in Tarragona schied sie mit 14,20 s im Vorlauf aus. Im Jahr darauf belegte sie bei den U23-Mittelmeerhallenmeisterschaften in Miramas in 8,59 s den sechsten Platz über 60 m Hürden. Im August nahm sie erstmals an den Afrikaspielen in Rabat teil und schied dort mit 13,97 s in der Vorrunde aus. 2021 siegte sie in 14,08 s bei den Arabischen Meisterschaften in Radès und im Jahr darauf konnte sie bei den Afrikameisterschaften in Port Louis ihren Finallauf nicht beenden. Kurz darauf schied sie bei den Mittelmeerspielen in Oran mit 13,82 s im Vorlauf aus. 2023 verbesserte sie ihren eigenen Landesrekord auf 13,25 s und siegte im Juni in 13,55 s bei den Arabischen Meisterschaften in Marrakesch.
In den Jahren 2016, 2018 und 2019 sowie 2021 und 2022 wurde Ahmed ägyptische Meisterin im 100-Meter-Hürdenlauf.

## Persönliche Bestzeiten
- 100 m Hürden: 13,25 s, 24. Mai 2023 in Kairo (ägyptischer Rekord)
  - 60 m Hürden (Halle): 8,53 s, 25. Januar 2020 in Nantes (ägyptischer Rekord)